# Taxi a due piazze
Taxi a due piazze (in inglese Run for Your Wife) è una commedia teatrale scritta da Ray Cooney nel 1983 e messa in scena per la prima volta a Londra il 18 marzo dello stesso anno.
La rappresentazione italiana, tradotta e curata da Iaia Fiastri, debuttò al Teatro Sistina di Roma il 30 marzo 1984 diretta da Pietro Garinei e interpretata da Johnny Dorelli, Paola Quattrini, Martine Brochard, Riccardo Garrone, Paolo Panelli e Toni Ucci.

## Trama
Si tratta di una tipica commedia degli equivoci che fa satira di costume sulla bigamia.
John Smith (Mario Rossi nella versione italiana) è un tassista londinese che conduce una doppia vita: ha infatti due mogli, Mary e Barbara (rispettivamente Carla e Barbara in Italia) che vivono in due luoghi diversi della città, e che non sospettano delle assenze del proprio marito in ragione del lavoro che svolge, che lo porta a essere fuori casa anche nei giorni festivi (nell'adattamento di Fiastri le due residenze di Mario Rossi sono a piazza del Risorgimento e a piazza Irnerio, nel settore centro-occidentale di Roma, circostanza questa che, unita alla considerazione che il copione le definisce «a distanza di quattro minuti d'auto», suscitò perplessità sulla plausibilità della narrazione, almeno nei confronti del pubblico della Capitale).
All'inizio della rappresentazione le due mogli, ciascuna all'insaputa dell'altra, telefonano al rispettivo commissariato di polizia di zona per denunciare la scomparsa del marito.
Questi, in effetti, è ricoverato in ospedale a seguito di un'aggressione subita per difendere un'anziana signora da alcuni teppisti.
Nella confusione Mario Rossi ha dato inavvertitamente alla polizia entrambi gli indirizzi dove vive, e poco dopo un funzionario delle forze dell'ordine lo riaccompagna all'abitazione dove convive con la moglie Barbara, dove si presenta con una vistosa fasciatura al capo.
Da quel momento inizia il gioco degli equivoci e la serie di bugie che il tassista escogita per difendere il segreto della sua bigamia.

## Allestimenti
Nel 2002 una compagnia indipendente ne curò un allestimento al Teatro Speroni di Roma; nel 2004 un nuovo adattamento curato da Maria Teresa Petruzzi e diretto da Franco Zappalà ambientò l'azione a Palermo, nel cui Teatro Zappalà fu rappresentata.
Tra il 2002 e il 2005 andò in scena in diversi teatri d'Italia l'allestimento diretto da Gigi Proietti e interpretato da Gianluca Guidi, il figlio di Johnny Dorelli che interpretò la prima italiana 18 anni addietro, Maria Laura Baccarini, Christian Ginepro e Corinne Bonuglia. Lo stesso Guidi diresse tra il 2009 e il 2010 un nuovo allestimento della commedia. Nel 2023 primo allestimento in versione femminile con la regia di Chiara Noschese, versione italiana di Gianluca Ramazzotti, interpretato da Barbara D'Urso con Franco Oppini e Rosalia Porcaro. 